# Myopopone castanea
Myopopone castanea é uma espécie de formiga do gênero Myopopone.